# 天主教丹利教區
天主教丹利教區（西班牙語：Diócesis de Danlí）是宏都拉斯一個天主教會教區，屬特古西加爾巴總總教區。
教區成立於2017年1月2日，範圍包括埃爾帕拉伊索省，教座位於丹利。2017年有十一個堂區、十八名司鐸。現任教區主教為若瑟·安多尼·卡納萊斯-莫蒂尼奧。